# Woronichina tranzschelii
Woronichina tranzschelii är en svampart som först beskrevs av Woron., och fick sitt nu gällande namn av Naumov 1951. Woronichina tranzschelii ingår i släktet Woronichina och familjen Phyllachoraceae.   Inga underarter finns listade i Catalogue of Life.